# Sneha Shrestha
Sneha Shrestha (Katmandú, siglo XX) es una artista y activista nepalí, fundadora del Museo de arte infantil de Nepal, cuyo seudónimo como grafitera es IMAGINE.

## Trayectoria
Shrestha nació en Katmandú, Nepal. Después de graduarse en el Gettysburg College en 2010, Shrestha se mudó a Boston, Massachusetts. En 2013, Shrestha fundó el Museo de Arte Infantil de Nepal en 2013 con el apoyo de World Learning. También fue la fundadora de la Federación de Bienestar Animal de Nepal, con los que protegió en su refugio a más de 3.000 animales callejeros a través de servicios de atención médica, rescate, rehabilitación y adopción.
Tras dedicarse a la protección de los animales durante los últimos seis años, Shrestha ha prestado servicios de atención médica, rescate, rehabilitación y adopción a más de 3.000 animales callejeros cada año a través de su refugio.
En 2017 obtuvo un máster en educación en la Universidad de Harvard. En 2020, ejercía como directora de programas artísticos en el Instituto Mittal de Asia Meridional de la Universidad de Harvard.

### Grafiti
Su firma en los grafitis es "IMAGINE", que es el nombre de su madre traducido al inglés. En su trabajo como grafitera, Shrestha usa el alfabeto nepalí, inspirándose en las escrituras sánscritas. Shrestha llama a estas obras "caligraffiti", un acrónimo de caligrafía y grafiti. En 2019, expuso su muestra Mindful Mandalas en el Museo de Bellas Artes de Boston.
Ha pintado numerosos murales en Cambridge y Boston, incluidos "Por Cambridge con amor desde Nepal", "Saya Patri (El de los cien pétalos)", "El conocimiento es poder" en la Universidad del Nordeste, y en todo el mundo en Katmandú, Estambul y Bali.
También ha colaborado con empresas como Reebok, como parte de su colección Artist's Collective, así como con TripAdvisor, Red Bull y la cervecería artesanal Aeronaut Brewing Company de Boston.

## Reconocimientos
En 2018, fue Artista en Residencia de Boston. En 2019, fue una de las artistas seleccionadas para el Proyecto Artístico de la Iniciativa de Artes Comunitarias del Museo de Bellas Artes de Boston.
Su trabajo se encuentra en las colecciones privadas de Capital One, Fidelity Investments, Google y Facebook.

## Exposiciones

### Exposiciones individuales
- 2019: Golden Equinox, Simmons University Trustman Gallery.[12][13]
- 2019: Mindful Mandalas, Museum of Fine Arts, Boston.[7][20][21]
- 2018: MANTRA: Sneha Shrestha, Distillery Gallery, Boston.[22]